# Keysville (Wirginia)
Keysville – miasto w Stanach Zjednoczonych, w stanie Wirginia, w hrabstwie Charlotte.